# سیارک ۱۱۰۷۵
سیارک ۱۱۰۷۵ (به انگلیسی: 11075 Donhoff، نامگذاری:1992SP26) یازده هزار و هفتاد و پنجمین سیارک کشف شده‌است که در ۲۳ سپتامبر ۱۹۹۲ کشف شد.
قدر مطلق سیارک برابر ۱۴٫۶۰ است.